# マイベストプロ
マイベストプロとは、株式会社ファーストブランドおよび電通、全国の新聞社、テレビ局等が企画・運営する、WEBガイドサービスである。2009年2月オープン。
コンセプトは「地域ごとの専門家・プロを紹介する地域密着のWEBガイド」。掲載は有料で、実質的にはペイドパブ広告（記事広告）である。

## 現在の提携メディア一覧
- 神戸新聞
- 読売新聞
- 河北新報
- 愛媛新聞
- 京都新聞
- 山陽新聞
- 朝日新聞
- 山陰中央新報
- 山梨日日新聞
- 北日本新聞
- 中国新聞
- 静岡新聞
- 大分朝日放送
- 九州朝日放送
- 秋田テレビ
- 熊本朝日放送
- 新潟放送
- 北海道テレビ放送
- 青森放送
- 北陸放送
- 信濃毎日新聞
- 山形新聞
- 三重テレビ放送
- RBCiRadio
- 福島放送
- テレビせとうち